# Myandra cambridgei
Myandra cambridgei är en spindelart som beskrevs av Simon 1887. Myandra cambridgei ingår i släktet Myandra och familjen Prodidomidae. Inga underarter finns listade i Catalogue of Life.